# Enureza
Enureza je nekontrolirano mokrenje tijekom sna. Enureza je fiziološka pojava je kod djece do dobi od 3 godine.
Pojave enureze nakon dobi od 3 godine je patološka pojava. Razlikujemo:
- primarna noćna enureza - ako dijete i nakon navršene tri godine mokri u snu u krevet
- sekundarna noća enureza - ponovna pojava mokrenje u snu, (nakon što je naučeno kontroliranje mokrenja tijekom sna)

Noćna enureza može biti bezazleno stanje uzrokovano zakašnjelim razvojem kontrole mokrenja, što je primjer primarne noćne enureze, ili može biti posljedica težeg patološkog stanja (npr.: infekcija ili anomalija mokraćnog sustava, psihogeni uzroci).